# Mont Baden-Powell
Pour les articles homonymes, voir Baden-Powell.
Ne doit pas être confondu avec Pic Baden-Powell Scout.
Le mont Baden-Powell (en anglais : Mount Baden-Powell) est un sommet du comté de Los Angeles, en Californie, dans l'Ouest des États-Unis. Culminant à 2 865 mètres d'altitude dans les monts San Gabriel, il est protégé au sein de la forêt nationale d'Angeles et du San Gabriel Mountains National Monument, où il peut être atteint via le Pacific Crest Trail. Nommé en l'honneur de Robert Baden-Powell, il accueille depuis 1957 un mémorial porteur d'une plaque commémorative qui lui rend hommage.